# Estación de Noisy-le-Grand - Mont d'Est
La estación de Noisy-le-Grand - Mont d'Est está en la comuna de Noisy-le-Grand (departamento de Seine-Saint-Denis).

## Historia
La gare de Noisy-le-Grand - Mont d'Est fue abierta el 9 de diciembre de 1977 para acompañar el desarrollo urbanístico de Marne la Vallée. En aquel momento esta estación fue la terminal del ramal A4, hasta la ampliación de la línea hasta Torcy, en 1980.

## La estación
La estación es servida por los trenes de la línea A del RER que recorren el ramal A4 hacia  Marne-la-Vallée - Chessy.

## Servicio
La estación esta servida (por sentido), con trenes cada 12 minutos en hora punta de lunes a viernes, de 12 a 18 trenes por hora en hora punta, un tren cada 10 minutos los fines de semana y trenes cada 15 minutos por las tardes.
Algunos trenes de la línea terminan su recorrido aquí.

## Las vías de la estación

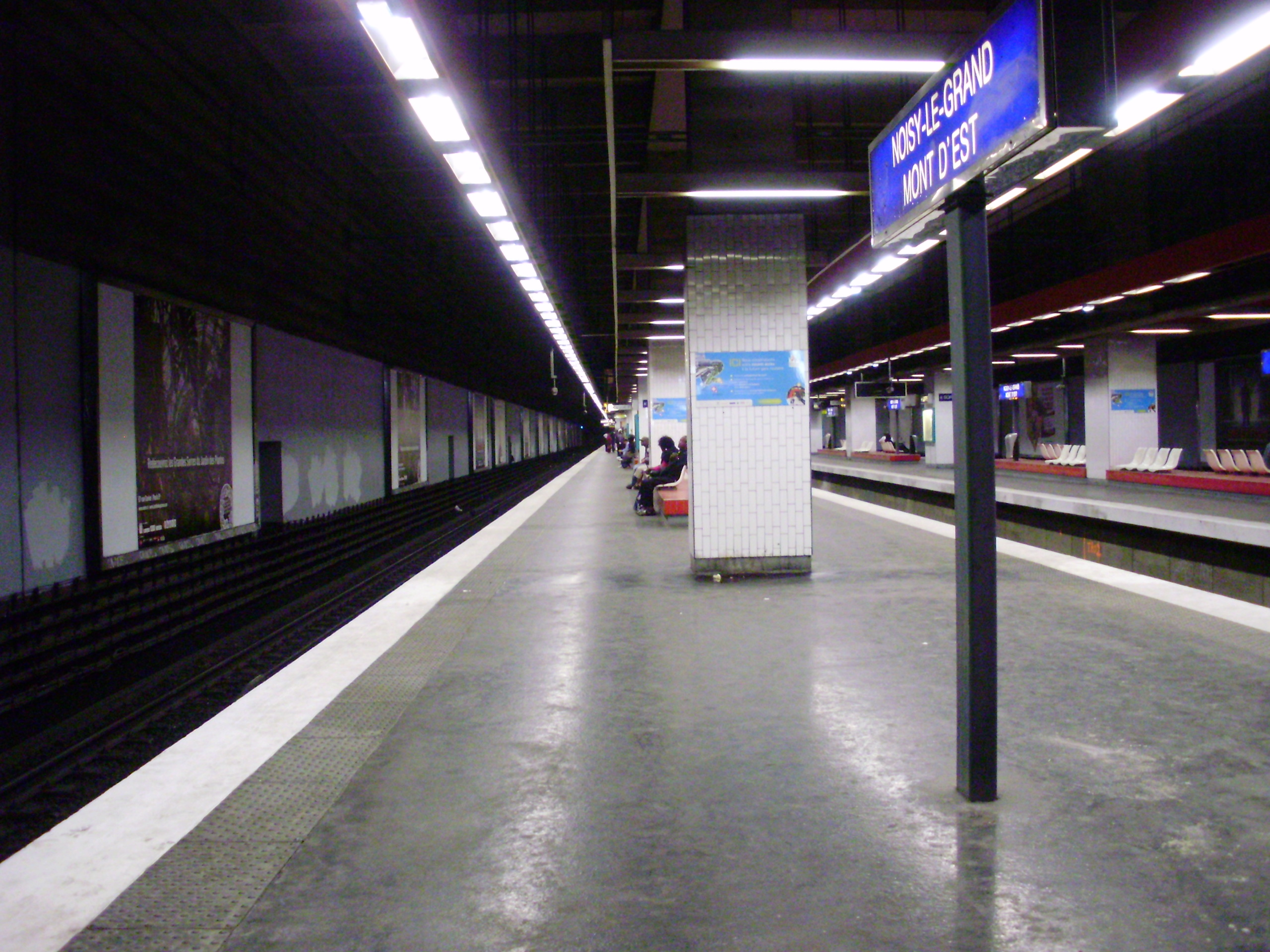
Quai pour Paris

La estación tiene dos andenes, con tres vías:
- la vía 1, hacia Torcy y Marne la Vallée - Chessy - Parque Disneyland;
- la vía 2, hacia París, Cergy - Le Haut, Poissy et Saint-Germain-en-Laye;
- la vía Z, entre les vías 1 y 2, sirve para aparcar los trenes que terminan el recorrido aquí.

## Correspondencias
- Bus RATP 120, 206, 207, 303, 306, 310, 320ab
- Noctilien N34, N130

## Uso de la estación
La gare acoge hasta 25 000 viajeros al día, por el bus o los trenes RER. En el ramal A4, es la más frecuentada después de la de Val-de-Fontenay.